# 肝付兼太
肝付 兼太（きもつき かねた、1935年〈昭和10年〉11月15日 - 2016年〈平成28年〉10月20日）は、日本の声優、俳優、演出家。81プロデュース最終所属。鹿児島県揖宿郡喜入町（現・鹿児島市）出身、東京府東京市中野区（現・東京都中野区）、板橋区（現・東京都板橋区）育ち。劇団21世紀FOX初代主宰。

## 生涯

### 生い立ち
肝付氏の末裔。1935年11月15日に鹿児島県揖宿郡喜入村（同郡喜入町を経て、現在は鹿児島市喜入町）で誕生したが、3歳の時に鹿児島を離れ4歳ぐらいまで東京府東京市中野区（現：東京都中野区）に住み、その後は東京府東京市板橋区（現：東京都板橋区）で育った。戦時中は板橋区立板橋第四小学校時代に群馬県利根郡水上村（同郡水上町を経て、現在は同郡みなかみ町）湯檜曽に学童集団疎開し、その後、山梨県中巨摩郡竜王村（同郡竜王町を経て、現在は甲斐市）竜王に疎開した。当時は内向的で気弱な性格だった。両親と泣く泣く別れ、汽車に乗せられた光景がいつまでも脳裏を離れなかったことから、目に沁みるような若葉の緑も澄んだ川の流れも、目には美しいものとして映らなかった。着いた夜から、東京の両親を慕って涙を流していた。毎夜泣き明かして暮らしていた肝付をもてあまし、教師は肝付を両親の元へ帰した。当時は疎開者は目の敵にされていたことから、竜王でも村の子供たちから「都会育ちのいじけっ子、泣き虫っ子」と色々意地悪され、泣き明かす毎日となったが、それでも1年半ぐらいいたという。終戦後板橋区に帰郷すると、陽気で明るく、よくお喋りする性格の少年に一変し、周囲の人物たちも驚いたという。町中を駆け回り、遊び仲間を集めては、疎開先のラジオで覚えた落語や、街で見かけていたGIの真似をしておどけ、皆を笑わせるようになった。この変貌ぶりについて、肝付自身は「やはり都会っ子だったんだ」と回想しており、東京都に帰郷したことが無性に嬉しく、かつての遊び仲間が同胞のように思えていた。その時は「抱きつきたいくらい感激していた」「最高に嬉しかったんだ」と分析している。

### 声優、俳優になるきっかけ
中学へ進学するにあたり、私立中学を受験したが失敗。その当時、映画俳優への夢もあり、2回ほどオーディションを受けたことがあった。中学2年生の時に、木下惠介監督の映画『少年期』のオーディションに行って第2次まで受かった。2次まで受かれば大変なものであることから、スターになったような気分で、雪の中でカメラテストに大船に行っていたが、落選。その時子役に抜擢された人物は、そのまま役者になったが、1999年時点のインタビューによるとワイドショーを見ていたところ、その人物が出演しており「色々な借財を背負った」と語っていた。そのため「スターっていうのは大変だな」、「いやァ、おれ、受かんなくてよかった」と感じたという。その後、気を紛らわすためにラジオドラマを聞いており、NHKの『話の泉』という番組の公開録画を見に行った折「この場所で仕事が出来たら…」と思ったのがきっかけで映画俳優を志す。憧れていた俳優は榎本健一。しかし、祖母から「映画俳優をやれる容姿ではない」と諭され、顔出しよりもラジオドラマで声のみで出演する「声優」の仕事を目指すようになる。
帝京中学校・高等学校に進学し、同高校在学時に自ら演劇部を設立。その演劇部で木下順二の『夕鶴』を上演したのがきっかけで芝居の道へ進む。

### キャリア
高校卒業後は父親の他界により大学進学を断念した。ラジオ東京（現TBS）放送劇団の第4期生の募集に応募するが落選し、髙島屋に勤務しながら劇団七曜会に入団した。当時、七曜会がNHKの仕事に積極的に取り組んでいたため、それが縁で肝付もNHKのラジオドラマに出演するようになり、役者として食べていくという自分の気持ちを確固たるものにするため、高島屋は退社した。しかし、声優としてデビューした後も金欠だったことにより、1964年頃には、仲間を集めて自ら設立した旅行会社の添乗員、宴会の司会者や靴磨き、歯科医などを掛け持ちでアルバイトをしていた経験もある。七曜会が解散した後は、青野武と共に日生劇場のこけら落とし公演のオーディションを受け合格し、これに出演。七曜会から分裂した劇団作品座の所属を経て、TBS放送劇団出身の千葉耕市がプロダクションを建てるために役者集めをしていたところに誘われ、そのプロダクションに所属した。所属プロダクションはその後、桐の会、三光事務所、河の会、俳優企画、東京俳優生活協同組合、江崎事務所、青二プロダクション、ぷろだくしょんバオバブ、自身が主宰する21世紀FOXと変遷。2016年2月2日付けで81プロデュース所属となった。一時はオフィス・ボロ、うぃなぁエンタテイメントにも所属していた。
映画デビューは1956年公開の『こぶしの花の咲くころ』（家城巳代治監督）であり、当時はまだ劇団の研究生で本名の「肝付兼正」として床屋の青年役で出演した。これ以外に1966年のポルノ作品である『汚辱の女』にも出演しているが、実写映画作品の顔出しの役者としての出演経験はこの2本のみ。
ラジオドラマデビューは主婦向けの昼の番組『婦人の時間』（NHK）で、クリーニング屋の御用聞きの役。台詞は二言だけだったが、当時は全てが生放送だったこともあり、その時の緊張感と二言の台詞はいまだに忘れないという。
アフレコデビューは海外ドラマ『地方検事』（TBS）での暴走族の役。初めてアニメに出演した際は、それ以前に外国の子供向けのドラマのアテレコに出演していたため、絵にセリフを合わせるのは苦労しなかったという。1965年の30歳直前にTBS版の『オバケのQ太郎』のゴジラ役でアニメのレギュラーを獲得し、1973年放送の『ジャングル黒べえ』では初主役となる黒べえを演じた。また、テレビ朝日版の『ドラえもん』では骨川スネ夫の声を1979年から2005年3月まで26年間担当した。
1980年代の小劇場ブームの時に、北村想の作品『寿歌』と出会い衝撃を受ける。自身も演劇をやりたいと強く思い、紀伊國屋で北村の『十一人の少年』の台本を見つけ「この戯曲の上演をしたい」と考え許可を取り、当時講師をしていた養成所の若者を集め、1983年9月に劇団がらくた工房、ぷろだくしょんバオバブを離れて、劇団21世紀FOXを結成した。結成当時のメンバーに宮下タケル、松尾まつお、速見圭、西原久美子らがおり、すぐ後に山口勝平が入団する。劇団では演出、構成を手がけるだけでなく、若手俳優の育成指導にもあたっている。2008年には劇団が結成25周年を迎え、同年12月にはかつて劇団に所属していた伊藤健太郎らを招いて25周年記念公演を開いた。
1985年11月から12月にかけて喉の手術のため入院（1980年頃から多くのアニメ作品にキャラクターの声で出演していたため）。そのため『ドラえもん』（テレビ朝日版）のスネ夫役、『オバケのQ太郎』（テレビ朝日版）のハカセ役は、木佐キザオ役で共演していた龍田直樹が代役を務め、『にこにこぷん』ではじゃじゃまるが風邪を引いたという設定で2週間しゃべらずに乗り切った。手術の際、自分の声が綺麗になってしまうことを恐れ、ポリープをピンセットで潰した。
2004年にニトロプラスから発売されたドラマCD『鬼哭街』では「ディレクション」（演出）としてクレジットされているが、出演はしていない。

### 受賞歴
2005年、第14回日本映画批評家大賞で、『ドラえもん』（テレビ朝日版）のオリジナルレギュラー陣（大山のぶ代、小原乃梨子、野村道子、たてかべ和也の4人）とともに田山力哉賞を受賞。さらに2006年11月、第11回アニメーション神戸で、同じくオリジナルレギュラー陣4人とともに特別賞を受賞。2007年3月には東京国際アニメフェア2007で、同じくオリジナルレギュラー陣4人とともに第3回功労賞を受賞。2012年、第六回声優アワード「功労賞」を受賞。

### 晩年・死後
2010年、医師から肺がんと告知される。
2016年5月頃に体調を崩し、都内の病院で肺炎と診断される。その後は何度か検査入院し、退院後も声優活動をしていたが、同年10月に体調が悪化。同年10月20日、肺炎のため死去。80歳没。墓所は東京都あきる野市の築地本願寺西多摩霊園。同年9月19日に収録されたNHKラジオの『ラジオ深夜便』のコーナー「シリーズ【時代を創った声】」（2016年11月6日放送）への出演が最後の仕事となった。
また、長年レギュラー出演していた、『それいけ!アンパンマン』では2016年10月21日放送の「ホラーマンとカッパチーノ」の回が最後の出演となり、また、2016年クリスマススペシャル『ポッポちゃんのきらきらクリスマス』では生前の声を使ったライブラリ出演となっている。収録済の作品としては、2017年1月29日にNHK BSプレミアムで放送された『ワンワンパッコロ!キャラともワールド』にゲスト出演したじゃじゃまるの声及び2018年2月9日にフジテレビで放送された金曜プレミアム・ミステリードラマスペシャル『新 京都殺人案内』の巳之吉役の出演が遺作となった。
2017年1月9日、テレビ朝日にて放映された『人気声優200人が本気で選んだ!声優総選挙!3時間SP』で第23位に選ばれる。
2019年11月には『おかあさんといっしょ』60年記念コンサートとして開催されたファミリーコンサート『ふしぎな汽車でいこう』にじゃじゃまるが登場したが、代役は立てられずに肝付の生前のライブラリ音源を使用する形がとられた。

## 人柄
24歳の時に結婚しており、息子と娘がいた。座右の銘は「敬天愛人」。

### 特色
声種はテノール。肝付の声は子供の頃から個性的であったが、声優の仕事を始めてから自分の声が「個性的だ」と気付いたという。高校時代は、ラジオドラマ研究会で二枚目を演じており「僕はいい声なんだなあ」と思っていた。東京放送劇団に入団して「ラジオドラマで二枚目やろう」と思ったが、これが勘違いであったという。
方言は鹿児島弁、関西弁。
アニメ草創期から活動しており、演じた役は、ガキ大将、爺さん、婆さんと多岐に渡るが、そのどれを取っても美形キャラではなく、いわゆる脇役であった。TBS版の『オバケのQ太郎』にて、『ドラえもん』のジャイアンのようなキャラクターだったゴジラを演じていたが、その後は少しこまっしゃくれた役も多くなったという。前述のように異性の老婆役を担当した経験がいくつかある。
印象に残る作品について、初主演の『ジャングル黒べえ』の黒べえ役と『バーバパパ』を挙げている。とくに『バーバパパ』では小原乃梨子とふたりだけですべてのキャラクターに声を当てたほか、3人の子供の主題歌を歌いレコード化もされており、「唄う声優」となったのはおそらく自分が初めてではないかと語っている。『ジャングル黒べえ』でも主題歌を歌うように依頼されたが、テンポが速く無理だったため、結局大杉久美子が主題歌を担当し、肝付は合いの手だけを入れている。その後、『にこにこぷん』のじゃじゃまるとして週3本ペースで2000曲ぐらい唄ったが、唄っているうちに調子がわかるようになって最初の2・3年は大変だったと回想している。『怪物くん』では怪物三人組で『おれたちゃ怪物三人組』という曲を唄っているが、肝付と神山卓三、相模太郎の3人とも音痴だったため作曲者の小林亜星はとても苦労していたという。
洋画の吹き替えでは、ウディ・アレンやジェリー・ルイスを担当した作品がいくつかある。『殺し屋ハリー/華麗なる挑戦』ではテレビ朝日版のビッグ・エディ役を演じていた。「泣くも笑うもすでに出来上がっているものに合わせるだけの洋画の吹き替えは、『なぞりの芸』って事であまり好きではない。その点アニメは自分で考えてキャラクターを作っていくという面白さがある」と著書やインタヴューで語っている。ディズニー作品では、ドナルドダックを演じていたが、これはそれまでドナルドダックの声を担当していた藤岡琢也が映画やテレビドラマの仕事で忙しくなり、肝付が代役を務めることになったという。また、ディズニー作品において、コオロギ（『ピノキオ』ジミニー・クリケット）、ネズミ（『おしゃれキャット』ロックフォール）、カモメ（『リトル・マーメイド』スカットル）という3種類の動物役を演じている。
2005年3月18日をもって『ドラえもん』のスネ夫役を勇退したが、その後も『トリビアの泉』の影ナレーターなどの企画でスネ夫を演じた。また、晩年まで『それいけ!アンパンマン』のホラーマンや『トムとジェリー』の新吹き替えでトムを演じるなど、声優としての活動を続けたほか、『東京アニメーター学院』で声優科の講師も務めた。2006年には、文学座代表の戌井市郎や演出家の瓜生正美らとともにパラダイス一座を結成するなど、70歳を越えたあとも精力的に演劇活動を行なっていた。

### 出演作品にまつわる逸話
藤子不二雄（藤子・F・不二雄、藤子不二雄A）原作の作品にはほとんど出演している。TBS版の『オバケのQ太郎』のゴジラで初めて子供役を演じたが、当時は子供役といえば喜多道枝、野沢雅子など女性声優ばかりだったこと、個性の強いキャラクターも少なかったことから、実際に子供役ができるかどうか不安だった。それまでは何をやっても中途半端で役者としてもうまくいかず、子供役を演じていてもなり切れず、自分でもふっきれるものがなかったと語る。『オバケのQ太郎』でゴジラを演じた際、「スタジオの外だと面白いのに、中だとつまらない」とマネージャーから言われ、第4話収録時に開き直ってアドリブを入れまくったところ、それを見学に来ていた藤子が手を叩いて喜び気に入ったことがきっかけとなり、原作者指名で役を貰うこともあったほか、指名していない作品も制作時に藤子から「肝付さんは何をやるんですか」と聞くことがあったという。それまではアドリブを入れても受けず、「台本のとおりやって下さい」と言われてしまった。『オバケのQ太郎』のゴジラでふっきれて、これ以降は子供役が多くなった。藤子作品で出演していない作品は『チンプイ』、『モジャ公』など。『ジャングル黒べえ』の時は、当初は黒べえの父役のオーディションを受けに行っていたが、「決まった」と言われて父役と思っていたところ、主人公の黒べえ役を演じることになった。録音はキツく、声を張りっぱなしだったため、疲れてしまったという。テレビ朝日版の『ドラえもん』では骨川スネ夫の声を1979年から2005年3月まで26年間担当したが、肝付はこれ以前に、日本テレビ版の『ドラえもん』にてジャイアンこと剛田武役を担当していた。しかし、ジャイアンを担当していたことに関して自身はあまり記憶には残っていなかったと語っており、日本テレビ版の『ドラえもん』のことは白黒作品だったと勘違いしていた。
2008年3月15日放送の『ナンボDEなんぼ』（関西テレビ）に、大山のぶ代とともにゲスト出演した。「声優のナンボ」をテーマに、ドラえもん収録時のエピソードや、今まで演じてきたキャラクターへの思い入れなどを語っていた。
アドリブがそのままキャラクターの設定や定番の台詞として採用されたケースがいくつかあり、『キテレツ大百科』の苅野勉三の訛り口調や、『ドラえもん』のスネ夫の「のび太のくせに生意気だ」という台詞、『にこにこぷん』でじゃじゃまるが登場する時に言う「オッス!! じゃじゃまるさんだぞ!」という台詞は、肝付によるアドリブから生まれたものである。
決定的に自分が「マンガ向きなんだな」と思ったのが前述のドナルドダックで、台本にもセリフはたいして書いておらず、ほとんどアドリブであった。筋だけは崩さずに原語のテンポで演じていた時、「僕はこういうものに向いてるなあ」と思った。その後『レッツゴー・ヘクター』に出演していた時は、「アニメみたいな、テンポの早いものの方がいいなあ」と感じて自信がつき、役も貰えるようになった。
テレビアニメ『銀河鉄道999』の車掌を演じる際、「なんだこれは?」と喧々囂々で原作者の松本零士も肝付に車掌の正体を教えなかったため、今まで演じてきたキャラクターの中でも一番演じるのが難しかったと語っている。真面目で律儀なイメージで演じていったが、正体が分かった時には「最初から正体が空気だと分かっていたら、演じようがなかった（笑）」と語っていた（『創ったヒト』出演時）。
『おかあさんといっしょ』の人形劇に3作に渡って声優として出演している。肝付の没後である2019年11月に行われたコンサート『ふしぎな汽車でいこう〜60周年記念コンサート〜』でも、ライブラリ音声で出演した。
赤塚不二夫作品にも多数の出演経験があるが、『お願い!ランキング』の1コーナー「雄二のぶっちゃけ部屋」のゲストとして肝付が出演した際、1988年のテレビアニメ『おそ松くん』のイヤミ役を担当したときは、赤塚は肝付がイヤミ役を担当することには賛成しなかったと明かした。これは、前作のイヤミを演じたのが肝付の先輩でもある小林恭治であり、比較的早口で紳士的な口調で喋る小林とは違い、イヤミのキャラでもある嫌味な部分やずる賢さを全面的に押し出した肝付の演技は小林とは180度異なっていたため、赤塚は周囲に「前と全然違うなあ」と違和感を漏らしていたという（このことは赤塚の死後、関係者によって肝付に明かされた）。だが、放送終了後「違うタイプのイヤミっていうことでいいかもね」と一応納得したという。肝付はイヤミを演じた当時について「10年前にこの役をやれたら、もっとテンション上げられたのにって思っていました」と語っているが、それでも収録が終わると「今日は毛細血管が7本切れた」というくらいテンション高く演じていたという。
『ドカベン』では、殿馬一人を担当。殿馬の「づら」という口調は、山梨の方言であるため疎開したときの経験を活かして役に反映させたという。殿馬が、『ドカベン プロ野球編』でドラフト5位でオリックスに入団したことや「殿馬の振り子打法は、イチローなんかも真似した」などということで、プロ野球中継の解説をキャラクターとして行ったことがある。また、自身のTwitterアカウントも「tonoma_zura_」で取得している。

### 交友関係
『ドラえもん (テレビ朝日版第1期)』で共演したジャイアン役のたてかべ和也とは、50年以上の付き合いがあり特に仲が良かった。肝付の1982年のインタビューによると、たてかべのジャイアンと声質としては似ていたと語る。『ドラえもん』のテレビ放送25周年特集のインタビューでは、「性格的には僕とたてかべさんはまったく違うんです。お互い劇団にいて、同じような悩みがあって、昔はなにかっていうと議論をするのが流行っていた時期があって、そんな時にたてかべさんと話すと、すごく話が入ってくるんですね。そういう考え方もあるんだなって」と語っている。2015年6月にたてかべが死去した際、通夜の挨拶や葬儀の弔辞を読み、いずれにおいても最後にはスネ夫の声で呼びかけた。
野沢雅子とは共演の機会も多く、野沢は「夫婦以上の仲です。だって、一緒にいる時間が長いんだもん」と冗談半分に言ったこともある。共演作は『銀河鉄道999』や『怪物くん（テレビ朝日版）』、『ドラえもん（初代・日本テレビ版）』、『ウルトラB』、『ビリ犬』、『ど根性ガエル（1972年版）』、『ドロロンえん魔くん』などがある。
劇団仲間だった青野武と組んで、スナックでバーテンとして働いていたこともある。青野とはウマが合い、2人でアドリブを連発し、「漫才バーテン」と呼ばれて評判となった。当時は軽妙なジョークが客に受けていた。
山口勝平の芸名の一部である「かっぺい」というのは、福岡なまりが抜けていなかった山口を、肝付が「いなかっぺい」と命名したことに由来している。また、山口、関智一、高木渉の芝居ユニットである「さんにんのかい」の名付け親でもある。

### 趣味・嗜好・特技
趣味はスポーツ全般（主にゴルフ）、鉄道模型。
中学生の頃は技術屋になりたかったといい、手先のことが好きであったのと、両親もその方面へ勧めていたため、その気になっていた。模型を作っていた頃は、木から自分で作っていた。家の隣に楽器を作る職人がおり、その人物の仕事ぶりを年中見ていた。それで「楽器作りも面白そうだな」と思い中学2年生の時に神棚の板で、座る部分が広く、背もたれが小さいイスを作り、縄で周囲を仕上げていたが、母に怒られてしまったという。劇団時代にある芝居の時、小道具にケーキが必要であったが、生のケーキではダメなため、アルバイト先から石膏を貰ってそれで作ったという。他には、ピストル、写真だけの資料で、楢の木を合わせて作った。作ったのはスミス&ウェッソン38口径で、リボルバーのため、弾倉の所が回転するようにしていた。その後は、「あれもこれも作ってくれ」と言われていたが、本業の役者がダメになってしまうことから、やらないようにしていたという。妻に棚などを頼まれたこともあったが、そういうのはイヤで自尊心が許さなかったという。
特技は落語、浪曲。小学生の頃に謝恩会で落語を披露した経験を持ち、学生時代は落語家を目指していた時期もあったという。高校の先輩に桂小金治がおり、高校2年生の時、学校へ来て一席してくれた。その帰りにしつこく「弟子にしてほしい」と言っていたが、桂小金治は松竹のスターだったため、「僕は落語家じゃないから、弟子はとらない」と言われた。アイディアマンとしての一面も持ち、1980年代に開催された当時の若手声優イベント『声優フェスティバル』は肝付の発案である。また、機械の類にも強く、かつて劇団21世紀FOXが赤字になった際には、自分でビデオを編集し、それを売って赤字を埋めたことがある。免許は普通自動車免許。
映画が好きで祖父、祖母が洋画が好きだったこともあり、チャップリンの映画が印象的であった。5歳の七五三のお祝いの時に写真を撮ったが、どうしてもステッキを持って撮りたかったという。
俊足の持ち主であり、50歳の時にテレビ朝日の『ビートたけしのスポーツ大将』に出場し、100m走で優勝している（タイムは11秒2）。さらにカールくんと対決して勝ったことがあるほど脚が速い（正確にはハンデ付与のため90m走だったという）。
50歳頃までは酒が全く呑めず、同じく下戸で番組の打ち上げなどによく参加していた加藤精三と一緒に「会費で飲めないのは悔しいから」と言ってコーラばかり飲んでいた。晩年に少量程度なら呑めるようになったという。

## 後任
肝付の降板および死後、持ち役を引き継いだ人物は以下の通り。
| 後任       | 役名                 | 作品                           | 後任の初出演                               |
| ---------- | -------------------- | ------------------------------ | ------------------------------------------ |
| 後藤哲夫   | スカットル           | 「リトル・マーメイドシリーズ」 | 『リトル・マーメイドII Return to The Sea』 |
| 石井康嗣   | スカットル           | 「リトル・マーメイドシリーズ」 | 『ハウス・オブ・マウス』                   |
| 龍田直樹   | ロクフォール         | 『おしゃれキャット』           | 吹替版追加録音部分                         |
| 佐藤せつじ | トム                 | 「トムとジェリーシリーズ」     | 『もっと！トムとジェリー ショー』          |
| 矢尾一樹   | ホラーマン           | 『それいけ!アンパンマン』      | 『ブルブルの宝探し大冒険!』                |
| 掛川裕彦   | チョコレートパンマン | 『それいけ!アンパンマン』      | TBA                                        |
| 多田野曜平 | ジミニー・クリケット | 『ピノキオ』                   | 『キングダム ハーツIII』                   |

## 出演
太字はメインキャラクター。

### テレビアニメ
1963年
- エイトマン

1964年
- 0戦はやと
- ビッグX

1965年
- オバケのQ太郎（TBS版）（1965年 - 1967年、西郷強〈ゴジラ〉）
- 鉄腕アトム (アニメ第1作)（1965年 - 1966年、ロボイド、アトムのパパ、ハムエッグ〈代役〉）

1967年
- 黄金バット
- 悟空の大冒険（村人A）
- パーマン（TBS版）（1967年 - 1968年、カバオ）
- リボンの騎士

1968年
- ウメ星デンカ
- 怪物くん（TBS版）（1968年 - 1969年、番野）
- ファイトだ!!ピュー太（さゆりの父、ドメリア司令官）
- わんぱく探偵団（部下B）

1969年
- アタックNo.1（一の瀬の父）
- 男一匹ガキ大将（1969年 - 1970年、水戸正江〈水戸のババア〉）
- 海底少年マリン（手下）
- 巨人の星（1969年 - 1971年）
- 紅三四郎
- 忍風カムイ伝（セッパ、ハヤネ）
- ハクション大魔王（バスの運転手、牛、車掌、馬主、執事）

1970年
- 赤き血のイレブン（駒野次郎）
- あしたのジョー（1970年 - 1971年、ヒョロ松、収容生C、うどん屋台のおやじ）
- いじわるばあさん（ノボル）
- のらくろ（ハンブル）
- ばくはつ五郎（清水）

1971年
- アニメンタリー 決断
- アンデルセン物語（コガネ虫、ライオン 他）
- 国松さまのお通りだい（伊野）
- ゴルゴ13
- 新オバケのQ太郎（1971年 - 1972年、ゴジラ、タヌ次郎）
- 天才バカボン（1971年 - 1972年）
- ふしぎなメルモ（神様C）

1972年
- 海のトリトン（カル）
- 樫の木モック（コオロギ、牢番、漁師、その手下、ノコギリザメ 他）
- ハゼドン（プーヤン）

1973年
- 空手バカ一代（1973年 - 1974年）
- 荒野の少年イサム
- けろっこデメタン（ヒゲ爺さん）
- 侍ジャイアンツ
- ジャングル黒べえ（黒べえ）
- 新造人間キャシャーン（OOA号、ルガー）
- デビルマン
- ど根性ガエル（1973年 - 1974年、屋台のおやじ、おやじ 他）
- ドラえもん（日本テレビ版）（剛田武〈ジャイアン〉）
- ドロロンえん魔くん（1973年 - 1974年、カパエル）
- ミクロイドS（カンクロー）
- ミラクル少女リミットちゃん（1973年 - 1974年、石橋隆太〈ボス〉）
- 山ねずみロッキーチャック（テンのハリー）
- ワンサくん（ギャンブル）

1974年
- アルプスの少女ハイジ（セバスチャン）
- 科学忍者隊ガッチャマン（執事）
- カリメロ（ピーター）
- グレートマジンガー（1974年 - 1975年、妖爬虫将軍ドレイドウ）
- 昆虫物語 みなしごハッチ
- 小さなバイキングビッケ
- はじめ人間ギャートルズ（1974年 - 1976年、とうちゃん）
- 魔女っ子メグちゃん

1975年
- ガンバの冒険（イルカ）
- 少年徳川家康（木下藤吉郎）
- タイムボカン（モンドール、友田博士、小悪魔）
- 元祖天才バカボン（1975年 - 1977年、本官さん 他）
- みつばちマーヤの冒険（白アリ）
- 勇者ライディーン（1975年 - 1976年、ベロスタン）

1976年
- キャンディ・キャンディ（アリステア・コーンウェル）
- ゴワッパー5 ゴーダム（亀山大吉）
- 大空魔竜ガイキング（チン）
- ドカベン（1976年 - 1979年、殿馬一人）
- ピコリーノの冒険（ロッコ）
- マシーンブラスター（チビスキー）
- ポールのミラクル大作戦（かげろうの精）
- マシンハヤブサ（大和新伍）
- まんが 花の係長
- ろぼっ子ビートン（オー・ヘンダー、ヌマッシーちゃん、スリ、ゴリラ、医者 他）

1977年
- 家なき子
- 一発貫太くん（山田）
- シートン動物記 くまの子ジャッキー（ファコ）
- 女王陛下のプティアンジェ（ベンジャミン、カーン、花火屋、ダグラス）
- 超人戦隊バラタック（ゴブラ博士）
- バーバパパ（バーバパパ 他）
- 風船少女テンプルちゃん（ガッペ）
- 野球狂の詩（甚久寿）
- ヤッターマン（1977年 - 1978年、ヨクババ、ミニックイ、お爺さん、老人、魔女）

1978年
- SF西遊記スタージンガー（マツド）
- 銀河鉄道999（1978年 - 1982年、車掌 他）
- 宝島（1978年 - 1979年、ベン・ガン）
- はいからさんが通る（印念、酒乱童子）
- 100万年地球の旅 バンダーブック（シャラク博士）
- ルパン三世（第2作）（1978年 - 1980年）

1979年
- アニメーション紀行 マルコ・ポーロの冒険（オマール）
- 海底超特急マリンエクスプレス（シャラク）
- こぐまのミーシャ（1979年 - 1980年、トラゴン）
- サイボーグ009（1979年版）（1979年 - 1980年、007 / グレート・ブリテン）
- シートン動物記 りすのバナー（ラドール）
- ゼンダマン（ギケー老師、こぶとりじいさん）
- ドラえもん（テレビ朝日版第1期）（1979年 - 2005年、スネ夫）
- 日本名作童話シリーズ 赤い鳥のこころ

1980年
- 怪物くん（テレビ朝日版）（1980年 - 1982年、ドラキュラ）
- 鉄腕アトム (アニメ第2作)（ドロップ3号、怪人マゼブ）
- のどか森の動物大作戦（ヤコブス）
- ほえろブンブン（ポンタ）
- 森の陽気な小人たちベルフィーとリルビット（ドックリン）

1981年
- うる星やつら（1981年 - 1986年、万珍楼、悪魔、ドラキュラ伯爵、老主人、総番 他）
- 忍者ハットリくん（1981年 - 1987年、ケムマキ・ケムゾウ）
- 名犬ジョリィ（リヨン）

1982年
- 逆転イッパツマン（1982年 - 1983年、コン・コルドー、トリローニー）
- ゲームセンターあらし（コマの介）
- じゃりン子チエ（東北のジイサン猫）
- 太陽の子エステバン（1982年 - 1983年、ペドロ）
- ダッシュ勝平（風満会長）
- ときめきトゥナイト（ブルドッグ）
- 手塚治虫のドン・ドラキュラ（コウモリ安兵衛）
- 南の虹のルーシー（デイトン）
- 忍者マン一平（学校仮面）
- プロゴルファー猿（1982年 - 1987年、ナレーション、支配人、解説者、老人、ゴルファーA 他）
- 魔法のプリンセス ミンキーモモ（伯爵）

1983年
- イタダキマン（監督）
- パーマン（テレビ朝日版）（1983年 - 1985年、パーマン4号 / パーやん）
- 魔法の天使クリィミーマミ（1983年 - 1984年、ネガ）
- みゆき（上田）

1984年
- チックンタックン（タックン・ハット）

1985年
- オバケのQ太郎（テレビ朝日版）（1985年 - 1987年、ハカセ）

1986年
- あんみつ姫（苦味出涸らしの守）
- ウルトラマンキッズのことわざ物語（ガッツン）
- オズの魔法使い（年寄りカラス 他）
- ロボタン

1987年
- ウルトラB（1987年 - 1989年、パパ）
- キテレツ大百科（1987年 - 1996年、唐倶利武者〈初代〉、キテレツ斎、苅野勉三、源太） - 1シリーズ + 特別編1作品
- エスパー魔美（スネ夫、漁師）

1988年
- おそ松くん（第2作）（1988年 - 1989年、イヤミ）
- 新プロゴルファー猿（支配人）
- どんどんドメルとロン（ロン）
- ビリ犬（鳥野博士）

1989年
- パラソルヘンべえ（トンべえ）
- 藤子・F・不二雄アニメスペシャル SFアドベンチャー T・Pぼん（セトフル）
- ダッシュ!四駆郎（村長）

1990年
- アイドル天使ようこそようこ（ライオネル・ウェーバー）
- NG騎士ラムネ&40（1990年 - 1991年、ヨッコーラIII世）
- ガタピシ（1990年 - 1991年、ペエスケ）
- それいけ!アンパンマン（1990年 - 2016年、チョコレートパンマン〈初代〉、ホラーマン〈初代〉）

1991年
- ウルトラマンキッズ 母をたずねて3000万光年（1991年 - 1992年、ガッツン）
- 緊急発進セイバーキッズ（Dr.バグ）
- シティーハンター'91（強盗）
- 21エモン（1991年 - 1992年、ササヤマ星人、オナベ、キャプテン、刑事A）
- バカボンおそ松のカレーをたずねて三千里（イヤミ）
- 炎の闘球児 ドッジ弾平（1991年 - 1992年、闘久寺和尚）
- 笑ゥせぇるすまん（白玉教一）

1992年
- あしたへフリーキック（アドルフ・ベケット）
- お〜い!竜馬（河田小竜）
- サザエさん（ふくろこうじ・じゃじゃまる）※磯野家のテレビから「にこにこぷん」が流れていた時のみ登場

1993年
- ポコニャン（いっぽんぎ幹の介）

1994年
- 赤ずきんチャチャ（トリー、コペット爺さん）

1995年
- 黄金勇者ゴルドラン（スクエア婆さん）

1996年
- 快傑ゾロ（原住民の長老）
- ゲゲゲの鬼太郎（第4作）（まくら返し）
- 逮捕しちゃうぞ（菅野鷹也）
- るろうに剣心 -明治剣客浪漫譚-（堀中正）

1997年
- 金田一少年の事件簿（的場勇一郎）

1998年
- 突撃!パッパラ隊（水島の父）
- トライガン（レオノフ・ザ・パペットマスター）
- ひみつのアッコちゃん（第3期）（風水詐欺師）
- YAT安心!宇宙旅行（ゲルト）
- Bビーダマン爆外伝（ドワスレボン）

2000年
- 勝負師伝説 哲也（根津）

2001年
- 名探偵コナン（寺井黄之助〈初代〉）

2002年
- ワイルド7 another -謀略運河-（ハッサン）

2003年
- 金色のガッシュベル!!（グリサ）

2004年
- 宇宙交響詩メーテル 銀河鉄道999外伝（車掌）
- シンデレラボーイ（Dr.グリム）
- 陸奥圓明流外伝 修羅の刻（富田重康）

2005年
- ブラック・ジャック（アレクセイ・モロゾフ）

2007年
- ケロロ軍曹（ヤクニン星大使）
- シャンプー王子（シャボン国王）

2009年
- 生徒会の一存（車掌さん）

2014年
- 結城友奈は勇者である（2014年 - 2017年、マロ / 義輝） - 2シリーズ

### 劇場アニメ
1969年
- 巨人の星

1971年
- ヤスジのポルノラマ やっちまえ!!

1975年
- アンデルセン童話 にんぎょ姫（かに、ほらがい）

1979年
- 海のトリトン 劇場版（カル）
- がんばれ!!タブチくん!!（ツツミオーナー）
- 銀河鉄道999 (The Galaxy Express 999)（車掌）
- 北極のムーシカミーシカ（リカー）

1980年
- がんばれ!!タブチくん!! 第2弾 激闘ペナントレース（ツツミオーナー）
- がんばれ!!タブチくん!! 初笑い第3弾 あゝツッパリ人生（ツツミオーナー）
- 銀河鉄道999 ガラスのクレア（車掌）
- サイボーグ009 超銀河伝説（007 / ブリテン）
- ドラえもん のび太の恐竜（スネ夫）
- まことちゃん（まこと虫）

1981年
- あしたのジョー2
- 怪物くん 怪物ランドへの招待（ドラキュラ）
- さよなら銀河鉄道999 アンドロメダ終着駅（車掌）
- ドラえもん のび太の宇宙開拓史（スネ夫）
- ドラえもん ぼく、桃太郎のなんなのさ（スネ夫）
- 21エモン 宇宙へいらっしゃい!（ゴンスケ）

1982年
- 怪物くん デーモンの剣（ドラキュラ）
- セロ弾きのゴーシュ（かっこう）
- ドラえもん のび太の大魔境（スネ夫）
- 忍者ハットリくん ニンニン忍法絵日記の巻（ケムマキ）

1983年
- ドラえもん のび太の海底鬼岩城（スネ夫）
- 忍者ハットリくん ニンニンふるさと大作戦の巻（ケムマキ）

1984年
- 劇場版 名探偵ホームズ（トッド）
- ドラえもん のび太の魔界大冒険（スネ夫）
- 忍者ハットリくん+パーマン 超能力ウォーズ（ケムマキ）

1985年
- ドラえもん のび太の宇宙小戦争（スネ夫）
- 忍者ハットリくん+パーマン 忍者怪獣ジッポウVSミラクル卵（ケムマキ、パーやん）

1986年
- オバケのQ太郎 とびだせ! バケバケ大作戦（ハカセ）
- ドラえもん のび太と鉄人兵団（スネ夫）

1987年
- オバケのQ太郎 とびだせ! 1/100大作戦（ハカセ）
- ドラえもん のび太と竜の騎士（スネ夫）

1988年
- ウルトラB ブラックホールからの独裁者B・B!!（パパ）
- ドラえもん のび太のパラレル西遊記（スネ夫）
- 森の伝説（ココ・スパイダー）

1989年
- おそ松くん スイカの星からこんにちはザンス!（イヤミ）
- ドラえもん のび太の日本誕生（スネ夫）
- ドラミちゃん ミニドラSOS!!!（スネ樹、スネ夫）

1990年
- 海だ!船出だ!にこにこぷん（ふくろこうじ・じゃじゃまる）
- ドラえもん のび太とアニマル惑星（スネ夫）
- 本気!（組長）

1991年
- それいけ!アンパンマン とべ! とべ! ちびごん（ホラーマン）
- ドラえもん のび太のドラビアンナイト（スネ夫）
- ドラミちゃん アララ♥少年山賊団!（スネ丸）

1992年
- ドラえもん のび太と雲の王国（スネ夫）
- 21エモン 宇宙いけ! 裸足のプリンセス（オナベ）

1993年
- カッパの三平（死神）
- それいけ!アンパンマン 恐竜ノッシーの大冒険（ホラーマン）
- ドラえもん のび太とブリキの迷宮（スネ夫）

1994年
- それいけ!アンパンマン リリカル☆マジカルまほうの学校（ホラーマン）
- それいけ!アンパンマン みんな集まれ!アンパンマンワールド（ホラーマン）
- ドラえもん のび太と夢幻三剣士（スネ夫）

1995年
- それいけ!アンパンマン ゆうれい船をやっつけろ!!（ホラーマン）
- ドラえもん のび太の創世日記（スネ夫）
- 2112年 ドラえもん誕生（スネロボ）

1996年
- それいけ!アンパンマン 空とぶ絵本とガラスの靴（ホラーマン）
- それいけ!アンパンマン ばいきんまんと3ばいパンチ（ホラーマン）
- ドラえもん のび太と銀河超特急（スネ夫）

1997年
- ジャングル大帝（ココ）
- それいけ!アンパンマン 虹のピラミッド（ホラーマン）
- ドラえもん のび太のねじ巻き都市冒険記（スネ夫）

1998年
- 銀河鉄道999 エターナル・ファンタジー（車掌）
- それいけ!アンパンマン てのひらを太陽に（ホラーマン）
- ドラえもん のび太の南海大冒険（スネ夫）
- 帰ってきたドラえもん（スネ夫）

1999年
- それいけ!アンパンマン 勇気の花がひらくとき（ホラーマン）
- ドラえもん のび太の宇宙漂流記（スネ夫）
- のび太の結婚前夜（スネ夫）

2000年
- それいけ!アンパンマン 人魚姫のなみだ（ホラーマン）
- ドラえもん のび太の太陽王伝説（スネ夫）
- おばあちゃんの思い出（スネ夫）

2001年
- それいけ!アンパンマン ゴミラの星（ホラーマン）
- それいけ!アンパンマン 怪傑ナガネギマンとやきそばパンマン（ホラーマン）
- ドラえもん のび太と翼の勇者たち（スネ夫）
- がんばれ!ジャイアン!!（スネ夫）

2002年
- それいけ!アンパンマン ロールとローラ うきぐも城のひみつ（ホラーマン）
- それいけ!アンパンマン 鉄火のマキちゃんと金のかまめしどん（ホラーマン）
- デジモンテイマーズ 暴走デジモン特急（パラサイモン）
- ドラえもん のび太とロボット王国（スネ夫）
- ぼくの生まれた日（スネ夫）

2003年
- 犬夜叉 天下覇道の剣（鞘）
- それいけ!アンパンマン ルビーの願い（ホラーマン）
- それいけ!アンパンマン 怪傑ナガネギマンとドレミ姫（ホラーマン）
- ドラえもん のび太とふしぎ風使い（スネ夫）
- Pa-Pa-Paザ☆ムービー パーマン（パーやん）

2004年
- それいけ!アンパンマン 夢猫の国のニャニイ（ホラーマン）
- それいけ!アンパンマン つきことしらたま〜ときめきダンシング〜（ホラーマン）
- ドラえもん のび太のワンニャン時空伝（スネ夫）
- Pa-Pa-Pa ザ★ムービー パーマン タコDEポン!アシHAポン!（パーやん）

2005年
- それいけ!アンパンマン ハピーの大冒険（ホラーマン）
- それいけ!アンパンマン くろゆき姫とモテモテばいきんまん（ホラーマン）

2006年
- それいけ!アンパンマン いのちの星のドーリィ（ホラーマン）
- それいけ!アンパンマン コキンちゃんとあおいなみだ（ホラーマン）

2007年
- それいけ!アンパンマン シャボン玉のプルン（ホラーマン）
- それいけ!アンパンマン ホラーマンとホラ・ホラコ（ホラーマン）

2008年
- それいけ!アンパンマン 妖精リンリンのひみつ（ホラーマン）
- それいけ!アンパンマン ヒヤヒヤヒヤリコとばぶ・ばぶばいきんまん（ホラーマン）

2009年
- それいけ!アンパンマン だだんだんとふたごの星（ホラーマン）
- それいけ!アンパンマン ばいきんまんvsバイキンマン!?（ホラーマン）

2010年
- それいけ!アンパンマン ブラックノーズと魔法の歌（ホラーマン）
- それいけ!アンパンマン はしれ!わくわくアンパンマングランプリ（ホラーマン）

2011年
- それいけ!アンパンマン すくえ! ココリンと奇跡の星（ホラーマン）
- それいけ!アンパンマン うたって てあそび! アンパンマンともりのたから（ホラーマン）

2012年
- それいけ!アンパンマン よみがえれ バナナ島（ホラーマン）
- それいけ!アンパンマン リズムでてあそび アンパンマンとふしぎなパラソル（ホラーマン）

2013年
- それいけ!アンパンマン とばせ! 希望のハンカチ（ホラーマン）
- それいけ!アンパンマン みんなでてあそび アンパンマンといたずらオバケ（ホラーマン）

2014年
- それいけ!アンパンマン りんごぼうやとみんなの願い（ホラーマン）

2015年
- それいけ!アンパンマン ミージャと魔法のランプ（ホラーマン）
- それいけ!アンパンマン リズムでうたおう! アンパンマン夏まつり（ホラーマン）

2016年
- それいけ!アンパンマン おもちゃの星のナンダとルンダ（ホラーマン）

### OVA
1970年代
- ドラえもん 勉強べやのつりぼり（1978年、スネ夫）
- ユニコ 黒い雲と白い羽（1979年、ネズミ）

1980年代
- 魔法の天使クリィミーマミ 永遠のワンスモア（1984年、ネガ）
- 魔法の天使クリィミーマミ ロング・グッドバイ（1985年、ネガ）
- コスモス・ピンクショック（1986年、コンピュータ）
- うる星やつら 渚のフィアンセ（1988年、渚の父）
- 銀河英雄伝説（1989年、ホワン）

1990年代
- おそ松くん イヤミはひとり風の中（1990年、イヤミ）
- THE八犬伝（1990年、ナレーション）
- NG騎士ラムネ&40EX ビクビクトライアングル 愛の嵐大作戦（1991年、ヨッコーラIII世）
- 魍魎戦記MADARA（1991年、白沢）
- ドラえもん のび太と未来ノート（1994年、骨川スネ夫）
- KEY THE METAL IDOL（1997年、マエストロ）
- ジャングルDEいこう!（1997年、アハム）

2000年代
- 銀河鉄道物語 〜忘れられた時の惑星〜（2007年、車掌）

### ゲーム
1991年
- 電脳都市OEDO808 獣の属性（張林山）

1992年
- ドラえもん のび太のドラビアンナイト（スネ夫）

1994年
- ドラえもん3 のび太と時の宝玉（骨川スネ夫）

1995年
- ドラえもん 友情伝説ザ・ドラえもんズ（スネ夫）
- ドラえもん4 のび太と月の王国（スネ夫）

1996年
- 王国のグランシェフ
- ドラえもん のび太と復活の星（スネ夫）

1997年
- ドラえもん のび太と3つの精霊石
- ドラえもん2 SOS!おとぎの国（スネ夫）

1998年
- ドラえもん2 のび太と光の神殿

2000年
- EVE ZERO（仁科秀人）
- タイニーバレット（ファリデス）
- ドラえもん3 のび太の町SOS!（スネ夫）
- ドラえもん3 魔界のダンジョン（スネ夫）

2001年
- ドラえもん ひみつのよじげんポケット
- ドラえもん 緑の惑星ドキドキ大救出!（骨川スネ夫）
- ぼくドラえもん（骨川スネ夫）
- 松本零士999 〜Story of Galaxy Express 999〜（車掌）

2002年
- キングダム ハーツ（ジミニー・クリケット）
- ドラえもん どこでもウォーカー

2003年
- 激闘プロ野球 水島新司オールスターズVSプロ野球（殿馬一人）
- ドラえもん みんなで遊ぼう!ミニドランド（スネ夫）

2004年
- 勝負師伝説 哲也 DIGEST（根津夫）

2005年
- キングダム ハーツII（ジミニー・クリケット）
- My Merry May with be

2006年
- 龍が如く2
- Mr.インクレディブル 強敵アンダーマイナー登場（アンダーマイナー）

2007年
- キングダム ハーツ Re:チェイン オブ メモリーズ（ジミニー・クリケット）

2009年
- キングダム ハーツ コーデッド（ジミニー・クリケット）
- 真剣で私に恋しなさい!!（クッキー第3形態）

2010年
- 銀河鉄道999DS（車掌）
- キングダム ハーツ Re:コーデッド（ジミニー・クリケット）

2012年
- キングダム ハーツ 3D ［ドリーム ドロップ ディスタンス］（ジミニー・クリケット）
- 真剣で私に恋しなさい!S（クッキー第3形態）

2013年
- キングダム ハーツ HD 1.5 リミックス（ジミニー・クリケット）

2014年
- ガールフレンド（仮）（悪天狗）
- キングダム ハーツ HD 2.5 リミックス（ジミニー・クリケット）

2017年
- 龍が如く 極2

### ドラマCD
- FIRE BALL『999 MUSICAL EXPRESS』（M-1、M-16）
- 鬼哭街ドラマCD『反魂剣鬼』（ディレクション）
- ツインビーPARADISE（トナー博士）
- Devil May Cry（ルドラ）

### 吹き替え

#### 映画
- 愛と哀しみの果て（ファラ〈マリック・ボーウェンズ〉）※日本テレビ版
- アウトレイジ/連鎖脅迫（ダン・マクライアン巡査〈ジェリー・ワッサーマン〉）
- 悪漢探偵（ジゴロ・ジョー〈ディーン・セキ〉）
- 荒鷲の翼
- イルカの日（アルファ、ベータ）※テレビ朝日版（DVD収録）
- エアプレーン超高層ビル激突
- 黄金の7人 1＋6 エロチカ大作戦
- おかしな二人（ヴィニー〈ジョン・フィードラー〉）
- カウボーイ ※フジテレビ版
- [[駅馬車 (1966年の映画)|駅馬車]（ピーコック〈レッド・バトンズ〉）※TBS版
- 騎兵隊（ホッピー・ホプキンス）※NETテレビ版
- 吸血鬼
- 峡谷の対決
- 暗闇でドッキリ（ケイトー〈バート・クウォーク〉）※テレビ東京版
- 九月になれば ※TBS版
- グノーム ボクの素敵なパートナー（グノーム）
- 激戦モンテカシノ
- 殺し屋ハリー/華麗なる挑戦（ビッグ・エディ〈ブラッドフォード・ディルマン〉）※テレビ朝日版（DVD収録）
- コロラドの急襲
- 最後の銃撃
- サイレンサー/沈黙部隊（タン・ツェ〈ヴィクター・ブオノ〉）
- サンタフェへの道
- 讃美歌と拳銃（ドーソン〈ドン・バリー〉）
- ジェット機奪回指令
- 七人の脱走兵
- ジャッキー・チェンの必殺鉄指拳（麻雀大将〈ディーン・セキ〉[128]）※テレビ版
- 紳士泥棒 大ゴールデン作戦
- スター・ウォーズシリーズ
  - スター・ウォーズ エピソード5/帝国の逆襲（タミザンダー・レイ〈ノーマン・チャンサー〉、カル・エルダー中尉〈ジャック・マッケンジー〉）※劇場公開版（DVDリミテッドエディション収録）
  - スター・ウォーズ/イウォーク・アドベンチャー 決戦!エンドアの森（ウィドル）※DVD版
- 壮烈!ブランデンブルグ師団
- 壮烈第六軍!最後の戦線（スタネク〈アルミン・ダーレン〉）
- 底抜けシンデレラ野郎（ジェリー・ルイス）
- 底抜け大学教授
- ダーククリスタル（スケクシス族将軍〈マイケル・キルガリフ〉）※VHS版
- 大侵略
- 太陽がいっぱい ※TBS版
- 谷間の争い（キーガン〈アレックス・マクリンドル〉）
- 007/カジノ・ロワイヤル（ジミー・ボンド〈ウディ・アレン〉）※NETテレビ版
- チキ・チキ・バン・バン ※TBS版
- 電撃フリントGO!GO作戦 ※TBS版
- 特ダネを追え（ガルシア〈エドワード・コールマンズ〉）
- ナポリ湾（ジェナリエロ〈ジョヴァンニ・フィリドーロ〉）
- 肉弾最前線
- 二重の危機
- 紐育ウロチョロ族（アーティ〈リチャード・バカリアン〉）
- ノックは無用
- パーマーの危機脱出
- 灰色の服を着た男
- 伯爵夫人（シドニー・アール・チャップリン）
- 裸足で散歩（配達員〈ジェームズ・F・ストーン〉）※東京12ch版
- バットマン オリジナル・ムービー（ジョーカー〈シーザー・ロメロ〉）※旧放映版
- 華やかな魔女たち（男やもめの父〈トト〉）
- ビジター（魔術師エルゼビウス、ムッシュ・フェルディナンド）
- 武器人間（ヴィクター・フランケンシュタイン〈カレル・ローデン〉[129]）
- フランケンシュタインの怒り（酔っ払い〈ハワード・グーニー〉）
- マジック・ボーイ（バークおじさん）
- マペットの夢みるハリウッド（アニマル〈フランク・オズ〉、ルー・ジーランド〈ジェリー・ネルソン〉、カフェのウェイター〈スティーヴ・マーティン〉、チャーリー・マッカーシー〈エドガー・バーゲン〉）※LD版
- マペットめざせブロードウェイ!（ルー・ジーランド〈ジェリー・ネルソン〉）※CBS/FOXビデオ版
- マルクス二丁拳銃（グルーチョ・マルクス）
- ミスタア・ロバーツ（インシグニア〈ロバート・ローク〉）※テレビ朝日版
- 南太平洋ボロ船作戦
- ムカデ人間3（ドワイト〈ローレンス・R・ハーヴェイ〉）
- モンティ・パイソン・アンド・ホーリー・グレイル
- よろめき休暇
- 楽聖ショパン（エルスナー教授〈ポール・ムニ〉）
- ラスト・キョンシー（冬冬の父）※ビデオ版
- ラビリンス/魔王の迷宮 ※ソフト版
- ララミー砦
- ランナウェイ
- リバティ・バランスを射った男 ※フジテレビ版
- レッド・リバー
- ロイ・ビーン（ハスラー〈アンソニー・ザーブ〉）

#### ドラマ
- 宇宙大作戦（テレフ〈第44話〉）※DVD版の追加収録部分も担当。
- エレメンタリー ホームズ&ワトソン in NY シーズン3（アイザック・パイク〈マイケル・クリストファー〉〈第52話〉）
- 奥さまは魔女（ウェイター（第187話）、アッパー〈第236話〉）
- かわいい魔女ジニー（ペドロ（第65話）、魔力で変えられたトニーの声〈第71話〉）
- 警察署長（ストリックランド〈E・パット・ホール〉）
- 刑事コロンボシリーズ
  - 刑事コロンボ アリバイのダイヤル（ラジオ解説者）
  - 刑事コロンボ 歌声の消えた海（アーティ・ポデル）
- ジム・ヘンソンのストーリーテラー（農夫〈エリック・リチャード〉）
- 新・80日間世界一周（マクベインズ〈ロディ・マクドウォール〉）※VHS版
- スパイ大作戦
  - 奇跡の心臓移植（水夫、医師）
  - 将軍の仮面をはがせ（ゴードン）
- 0011ナポレオン・ソロ（インディアンの若者（第46話）、第53話）
- 地方検事（暴走族）
- 逃亡者 #102（カーリー〈ロバート・ソレルズ〉）
- PERSON of INTEREST 犯罪予知ユニット シーズン3（ロジャー・マコート下院議員〈ジョン・ハード〉〈第20話〉）
- ミステリーゾーン2
  - #19 「強いぞディングル君」
  - #20 「ノイズに憑かれた男」（ラジオの声）
- プリズナーNo.6 将軍（アナウンサー）
- ミステリーゾーン3
  - #8 「子供の世界」
  - #33 「生きている人形」（ウィリー）
  - #36 「みならい天使」（アブ）
- ミステリーゾーン5
  - #7 「憎悪の家」（男〈ジョン・クレイブン〉）
  - #13 「指輪の中の顔」（ジム〈ヴィク・ペリン〉）
  - #16 「百万ドルの変身」（ジェリー〈シーモア・カッセル〉）
- ミッキーマウス60周年記念（メル・フェリーニ〈カール・ライナー〉）

#### 海外人形劇
- サンダーバード
  - SOS原子旅客機（ファイアーフラッシュ号副操縦士）
  - 公爵夫人の危機（ファイアーフラッシュ号副操縦士）
  - 宇宙放送局の危機（ローマン）
- スーパーカー
  - 空飛ぶ爆弾（ワトキンス博士）※フジテレビ版
  - 海底のスパイ基地（ジョンソン）※フジテレビ版
  - 消えたスーパーカー（バド）※フジテレビ版
- フラグルロック
- マペット・ショー（アニマル、ルー・ジーランド）

#### アニメ
- アラジンの大冒険（カリフ・カポク）
- イエロー・サブマリン（マックス）
- おしゃれキャット（ロクフォール）
- シャーロットのおくりもの（子豚のウィルバー）※LD・ビデオ版
- スター・ウォーズ ドロイドの大冒険（コー・ザテック＝チャ）※VHS版
- ダックにおまかせ ダークウィング・ダック（クアッカージャック）
- ダンボ ※1983年再公開版
- スヌーピーとチャーリーブラウン（シュローダー）
- スヌーピーとチャーリー（サマーキャンプのワル3〈前歯〉）
- ディズニーランド（ドナルドダック〈3代目〉）
- ドナルドの夢の声（牛）※BVHE版
- トムとジェリー（トム〈2代目〉）
  - トムとジェリーとゆかいな仲間
  - トムとジェリー魔法の指輪
  - トムとジェリー 火星へ行く
  - トムとジェリー ワイルドスピード
  - トムとジェリーの宝島
  - トムとジェリーテイルズ
  - トムとジェリーのくるみ割り人形
  - トムとジェリー シャーロック・ホームズ
  - トムとジェリー オズの魔法使
  - トムとジェリー ロビン・フッド
  - トムとジェリー ジャックと豆の木
  - トムとジェリー ショー
  - トムとジェリーと迷子のドラゴン
  - トムとジェリー スパイ・クエスト
- ドラゴン水滸伝（荒鷲）
- ドラドラ子猫とチャカチャカ娘（ドラ）
- ハウス・オブ・マウス（ジミニー・クリケット）
- バッグス・バニーのぶっちぎりステージ
- バッグス・バニーと愉快な仲間たち（ダフィー・ダック）
- バッタ君町に行く ※フジテレビ版2
- パパはグーフィー（リチャード王）
- ピノキオ（ジミニー・クリケット）※1983年再公開版
- ファン・アンド・ファンシー・フリー（ジミニー・クリケット）※WOWOW版
- ポパイ（ポパイ）※DRS版
- ポリスアカデミー（様々なキャラクター）
- マスク・アニメーション（トーキン・ヘッド博士）
- ミッキーのクリスマスキャロル（オットー）※BVHE版、（ジミニー・クリケット）※BVHE版・DC版
- リセス 〜ぼくらの休み時間〜
- リトルフット（セラのパパ[130]）※劇場公開版
- リトル・マーメイド（スカットル）※映画版・テレビシリーズ版
- ロビン・フット（タック神父）※劇場公開版

#### 邦画
- ゴルゴ13（自動車修理工）
- ゴルゴ13 九竜の首（シュルツ〈テリー・オブライエン〉）

### 特撮
1958年
- 月光仮面（警察官）

1973年
- ロボット刑事（コワシマンの声、カラテマンの声）

1974年
- 猿の軍団（軍団員の声）

1975年
- がんばれ!!ロボコン（ロボイヌの声）

1995年
- 超力戦隊オーレンジャー（アチャの声、奇妙な男）
- 劇場版 超力戦隊オーレンジャー（アチャの声）

1996年
- 超力戦隊オーレンジャー オーレVSカクレンジャー（アチャの声）
- 激走戦隊カーレンジャー（TT（テーテー）テルリンの声）

1999年
- 燃えろ!!ロボコン（ロボゲタの声）
- 燃えろ!!ロボコンVSがんばれ!!ロボコン（ロボゲタの声）

### テレビドラマ
- 特別機動捜査隊（第307話「海に生きる」、係員）
- 竜馬がゆく（NHK大河ドラマ、与助）
- まんが道-青春編（NHK銀河テレビ小説、雑誌社の編集長）
- 本家のヨメ（日本テレビ、第1話）
- 新 京都殺人案内（フジテレビ、金曜プレミアム・ミステリードラマスペシャル）

### 映画
- こぶしの花の咲くころ（1956年、松竹、柏木〈床屋の青年〉）
- 汚辱の女（1966年、大蔵映画、編集長）

### 人形劇
- おはよう!こどもショー（ヘンゲ）
- ママとあそぼう!ピンポンパン
- あそびましょパンポロリン
- うごけぼくのえ（カリ）
- 紅孔雀（藤内、風小僧）
- ブンブンたいむ（ごじゃえもん）
- にこにこぷん（ふくろこうじ・じゃじゃまる）
  - ビデオ おかあさんといっしょ にこにこぷんのこうつうあんぜん
  - ビデオ にこにこ、ぷんの英語教室
  - ビデオ にこにこ、ぷんのかずとあそぼう
  - ヒデオ にこにこ、ぷんのことばあそび
  - 紅白歌合戦（1987年、応援ゲストとして出演）
  - 母と子のテレビタイム（1992年）
  - ひらけ!ポンキッキ（1992年）
  - クイズ百点満点（1993年）
  - あさごはんだいすき!
  - にこにこぷんがやってきた!
  - あつまれ!キッズソング50〜スプー・ワンワン 宇宙の旅〜
  - ワンワンパッコロ!キャラともワールド
  - おかあさんといっしょスペシャルステージ2012 みんないっしょに!ファンファンスマイル

### ラジオ
- ハロージーガム（日本短波放送）
- 週刊ラジオアニメック（東海ラジオ）
- 兼さんの動物日記（地方局向け。自らを「動物のよき理解者」と紹介した）
- よゐこのアキパラ（アール・エフ・ラジオ日本）（2006年6月6日ゲスト）
- ここはふるさと旅するラジオ（NHKラジオ第一）（2012年3月5日ゲスト）
- サイボーグ009（007 / グレート・ブリテン）
- ラジオ深夜便「シリーズ【時代を創った声】（NHKラジオ）※生前最後の仕事

### 舞台
- 劇団21世紀FOX作品に多数出演。全作品演出担当。
  - 1984年
    - 第1回 十一人の少年
    - 第2回 挽歌RAブルース＋グッドバイ

  - 1985年
    - 第3回 碧い彗星の一夜
    - 第4回 月夜とオルガン
    - 第5回 虎☆ハリマオ

  - 1986年
    - 第6回 私の青空
    - 第7回 霧の中の少女
    - 第8回 碧い彗星の一夜（再演）

  - 1987年
    - 第9回 BUDORI 眠れぬ夏の月
    - 第10回 日曜日ナビはオルガンを弾いた
    - 第11回 BUDORI 眠れぬ夏の月（再演）

  - 1988年
    - 第12回 踊子THE DANCER MURDER CASE
    - 第13回 虎☆ハリマオ（再演）
    - 第14回 PICTURE BOOKS

  - 1989年
    - 第15回 FAIRY TALE フェアリー・テール
    - 第16回 SUKOSHI FUSHIGI もの語り
    - 第17回 日曜日ナビはオルガンを弾いた（改訂版）

  - 1990年
    - 第18回 PICTURE BOOKS II
    - 第19回 アリス・イン・ワンダーランド

  - 1991年
    - 第20回 新・碧い彗星の一夜
    - 第21回 PICTURE BOOKS（再演）
    - 第22回 踊子THE DANCER MURDER CASE（再演）

  - 1992年
    - 第23回 日曜日ナビはオルガンを弾いた（改訂版再演）
    - 第24回 アリス・イン・ワンダーランド（再演）
    - 第25回 インシデンタルギフト

  - 1993年
    - 第26回 作家とその弟子
    - 第27回 私の青空 MY BLUE HEAVEN
    - 第28回 ギヤマンの仮面 第一編 俳優の仕事

  - 1994年
    - 第29回 SUKOSHI FUSHIGI もの語り・II〜あたらしき緑の日々〜
    - 第30回 ギヤマンの仮面 第二篇"月下の嵐" 完結篇"宿命の対決"
    - 第31回 想稿・銀河鉄道の夜

  - 1995年
    - 第32回 デザートはあなたと-情熱の砂漠・連続殺人事件-
    - 第33回 スチャラカパイのギッチョンチョン
    - 第34回 何処へ -いずこへ-
    - 第35回 スタートリック-星の魔法-

  - 1996年
    - 第36回 独立サッカリン部隊
    - 第37回 ムラサキ先生の多忙な愛情

  - 1997年
    - 第38回 十一人の少年1997〜それからの物語〜
    - 第39回 北北東に進路をとれ
    - 第40回 踊子THE DANCE AT DEATH

  - 1998年
    - 第41回 冒険!!ロビンソン・クルウ島
    - 第42回 BUDORI 眠れぬ夏の月

  - 1999年
    - 第43回 ここより永遠に 最後の闘い 完結篇
    - 第44回 トンデモ・ボカン

  - 2000年
    - 第45回 シグナルとブランコ
    - 第46回 改訂版 日曜日ナビはオルガンを弾いた

  - 2001年
    - 第47回 2001-
    - 第48回 デュナミスボックス 〜可能性の匣〜
    - 第49回 F・f・-エフ-

  - 2002年
    - 第50回 アリス・イン・ワンダーランド〜Grade Up Version ! ぴーちくぱーちくかしましい〜
    - 第51回 月夜とオルガン（再演）

  - 2003年
    - 第52回 音楽劇「碧い彗星の一夜」ファンタジィバージョン
    - 第53回 風博士-KAZE HAKASE-

  - 2004年
    - 第54回 森乃女学院千一夜物語 〜青い時代の娘たち〜
    - 第55回 紫煙倶楽部の（完全）犯罪 〜デモクラシーホテルの地下の男達〜

  - 2005年
    - 第56回 十一人の少年（再演）
    - 第57回 PICTURE BOOKS -絵本-（再演）

  - 2006年
    - 第58回 夜空のムコウミズ

  - 2007年
    - 第59回 どってんかばなし -愛と空気の物語。-
    - 第60回 インシデンタル・ギフト（再演）〜終わってしまった風景の夜に集いし者　汝らに幸あれ〜

  - 2008年
    - 第61回 おかえりグランパ
    - 第62回 音楽劇ステーションケンジ -21世紀FOXバージョン-

  - 2009年
    - 第63回 スチャラカパイのギッチョンチョン（再演）

  - 2010年
    - 第64回 独立サッカリン部隊（再演）
    - 第65回 南の島に星がふる

  - 2011年
    - 第66回 赤いリンゴに唇よせて
    - 第67回 RとJ

  - 2012年
    - 第68回 THE DANCE AT DEATH -踊子-

- 「シラノ・ド・ベルジュラック」（兵士1他、1964年4月、日生劇場）
- パラダイス一座旗揚げ公演「オールド・バンチ〜男たちの挽歌」（2006年12月6日 - 12月13日、ザ・スズナリ）
- パラダイス一座公演「続オールド・バンチ〜復讐のヒットパレード」（2007年12月12日 - 12月21日、ザ・スズナリ）
- 指揮者とは何か（2008年2月13日、大阪市いずみホール）
- 爆笑活劇 パタリロ西遊記2007年版（孔子）
- パラダイス一座最終公演「続々オールド・バンチ〜カルメン戦場に帰る」（2009年2月8日 - 2月15日、下北沢 本多劇場）
- 劇団K-Show第8回公演客演「今日の終電明日の始発」（2009年5月18日 - 5月24日、新宿 スペース107）
- 楽塾創立13周年記念公演客演「ほろほろと、海賊」（2010年4月27日 - 5月4日、space早稲田）
- パラダイス一座特別公演「オールド・バンチ〜男たちの挽歌（エレジー）・完結編〜」（2011年12月16日 - 12月25日、ザ・スズナリ）

### パチンコ・パチスロ機
- CRおそ松くん（イヤミ）
- CR怪物くん（ドラキュラ）
- CR怪物くん デーモンの剣（ドラキュラ）
- CR銀河鉄道999（車掌）
- CR勇者ライディーン（ベロスタン）
- CRドロロンえん魔くん（カパエル）
- CRぱちんこドカベン（殿馬一人）
- CR忍者ハットリくん（ケムマキ・ケムゾウ）
- CRフィーバースター・ウォーズ ダース・ベイダー降臨（ストームトルーパー）
- パチスロ笑ゥせぇるすまん（白玉教一）

### CM
- 日本マクドナルド「ハッピーセット」ハンバーグラー
- 旭化成「カシミロンKP」
- 明星食品「チリソース焼きそば ミスターチリ!」落下傘コックさんの声（1996年）
- 「レースンチェイス」両津勘吉の声（バンビーノLSIゲームのCM）
- オイルギャング（エポック社LSIゲームのCM）
- ネコドンドン（タカトクトイスLSIゲームのCM）
- はごろもフーズ「ポポロスパ」CM[131]
- 藤沢薬品工業「和服しょうのう」害虫の声（1984年）
- アイコ『笑い袋 男』（1970年代）
- サンポール「変身孫悟空プレゼントキャンペーン」（1979年）
- 全国都市緑化フェア「コウベグリーンエキスポ'85」（1985年）
- レゴ「レゴ・南海の勇者シリーズ」海賊たちの声（1991年）

イヤミの声で出演
- 日産・キューブCM（2009年）[132]
- 東映・赤塚不二夫アニメコレクション 映画・TVスペシャル・OVA豪華13本立てなのだ!CM（2011年）

999号車掌の声で出演
- アニマックス銀河鉄道999（2009年）
- ファミリーマートアニマックススペシャルくじ銀河鉄道999（2010年）

骨川スネ夫の声で出演
- 新潟県中越地震 被災者援助ドラえもん募金
- トリビアの泉 〜素晴らしきムダ知識〜（2006年3月15日放送分、3月29日放送分、4月26日放送分。）※「影（副音声）のナレーター」で、初登場のみ「???」となっていた。
- ファ見る! 2008年3月号の諜報員（スネ夫、ドラキュラ、車掌の声）、2010年7月号の諜報員

### その他コンテンツ
- E.T.アドベンチャー（ビッグゾム）
- Fキャラオールスターズ大集合 ドラえもん&パーマン 危機一髪!?（パーマン4号 / パーやん）
- アメイジング・アドベンチャー・オブ・スパイダーマン（カイドールテン）
- バック・トゥ・ザ・フューチャー・ザ・ライド（IFT研究員）
- L'Arc〜en〜Cielのライブツアー「TOUR 2007-2008 THEATER OF KISS」にて、ウサギのキャラクターの声を担当。
- いきなり!黄金伝説。エミュ男の声。
- 情報整理バラエティ ウソバスター
- おはなしのくに-アラビアンナイト（NHK教育、若い頃を語るアラジン）
- 木曜スペシャル / これが決定版!爆笑珍プレー好プレー'92（日本テレビ）『のび太と野球の王国』コーナーでのスネ夫の声
- ディズニー・オン・アイス（ジミニー・クリケット、ミスター・スミー 他）
- 東京ディズニーランド
  - ピノキオの冒険旅行（ジミニー・クリケット）
  - スター・ツアーズ（F-22）
- 東京ディズニーシー
  - シンドバッド・セブンヴォヤッジ（アナウンス）
  - シンドバッド・ストーリーブック・ヴォヤッジ（アナウンス）

### 歌
- 新・怪物くん音頭
作詞 - 藤子不二雄 作曲：小林亜星 編曲：筒井広志 歌：肝付兼太、野沢雅子、こおろぎ'73、相模太郎、神山卓三
- おれたちゃ怪物三人組よ
作詞 - 藤子不二雄 作曲：小林亜星 編曲：筒井広志 歌：肝付兼太、相模太郎、神山卓三

### 音響監督
- 突撃!パッパラ隊

## 著書
- 声優界一刀両断! 悟空とスネ夫の辛口トーク（エニックス）ISBN 9784870254015

野沢雅子、菅野哲夫（聞き手：映画プロデューサー）共著